# Dominic Johnson (baron Johnson de Lainston)
Dominic Robert Andrew Johnson, baron Johnson de Lainston, né le 6 avril 1974 à Londres, est un financier britannique, gestionnaire de fonds spéculatifs et homme politique, cofondateur et PDG de Somerset Capital Management. 
En octobre 2022, Johnson est nommé ministre au Cabinet Office et au ministère du Commerce international. Il est vice-président du Parti conservateur de 2016 à 2019.
Le 4 novembre 2024, il est nommé co-président du Parti conservateur avec Nigel Huddleston.

## Jeunesse
Johnson est né à Londres en 1974, fils de Patrick Johnson et Juliet Elizabeth, fille du lieutenant Andrew John Craig-Harvey. La mère de Juliette, Mary, fille du capitaine de la Royal Navy Robert Bradshaw Wilmot Sitwell, est une descendante, par sa mère, des personnalités politiques conservatrices Charles Cocks (1er baron Somers) et Armine Wodehouse (5e baronnet). L'oncle maternel de Johnson, Nicholas Craig-Harvey, est marié à Lady Julia, fille de l'homme politique conservateur Hugh Percy (10e duc de Northumberland) et petite-fille maternelle de Walter Montagu Douglas Scott, 8e duc de Buccleuch, également homme politique conservateur,,,.
Johnson et sa sœur aînée sont élevés par leurs grands-parents maternels.
Johnson obtient un baccalauréat en politique de l'Université de Durham et son diplôme en 1995,.

## Carrière
Johnson commence sa carrière dans la finance avec Robert Fleming &amp; Co. en 1995, puis avec Jardine Fleming, Hong Kong, en 1998. En 2001, il se lance dans la gestion d'actifs et travaille pour Lloyd George Management jusqu'en 2007. En 2007, il cofonde Somerset Capital Management (SCM) avec Jacob Rees-Mogg et Edward Robertson,. Tous trois sont collègues chez Lloyd George Management à Hong Kong. Rees-Mogg est PDG de SCM jusqu'à ce que Johnson lui succède en 2010.
En septembre 2022, SCM avec des actifs sous gestion d'environ 5 milliards de dollars est à vendre, Johnson prévoyant de se lancer en politique, et serait remplacé par le directeur de l'exploitation Robert Diggle en tant que PDG.

## Politique
De 2006 à 2010, Johnson est conseiller conservateur du Royal Borough of Kensington and Chelsea.
Johnson donne plus de 250 000 £ au Parti conservateur et en est le vice-président de 2016 à 2019. Lors des honneurs du Nouvel An 2017, Johnson est nommé Commandeur de l'Ordre de l'Empire britannique (CBE) "pour service politique".
Le 2 octobre 2022, Johnson est nommé ministre d'État non élu au Cabinet Office et au Département du commerce international. Le 19 octobre 2022, pour faciliter son rôle ministériel, il est créé baron Johnson de Lainston, de Lainston dans le comté de Hampshire,. "Lainston" dérive de la maison familiale de sa mère, Lainston House, près de Winchester dans le Hampshire, qui est maintenant un hôtel.

## Vie privée
En 2006, il épouse Alice Rose Alethea Hamilton (née en 1974), la fille d'Archibald Hamilton, baron Hamilton d'Epsom, un homme politique du Parti conservateur britannique.